# Osthimosia turrita
Osthimosia turrita är en mossdjursart som beskrevs av Gordon 1989. Osthimosia turrita ingår i släktet Osthimosia och familjen Celleporidae. Inga underarter finns listade i Catalogue of Life.